# Cyphura catenulata
Cyphura catenulata är en fjärilsart som beskrevs av W. Warren 1902. Cyphura catenulata ingår i släktet Cyphura och familjen Uraniidae. Inga underarter finns listade i Catalogue of Life.